# روبرت إس. دوران
روبرت إس. دوران (بالإنجليزية: Robert S. Doran)‏ هو رياضياتي أمريكي، ولد في 21 ديسمبر 1937 في وينثروب في الولايات المتحدة.